# Mordellistena isabellina
Mordellistena isabellina es una especie de coleóptero de la familia Mordellidae.

## Distribución geográfica
Habita en Guatemala.